# Белтейн
Белтейн (англ. Beltane, [ˈbɛl.teɪn]) — одне із восьми свят Колеса Року, свято Сонця (Саббат). Його прийнято святкувати в ніч з 30 квітня на 1 травня. Белтейн припадає на час між Остарою (Святом весняного рівнодення) і Святом літнього сонцестояння. Це свято стародавнього кельтського календаря, день вогню. У сучасній неоязичницькій релігійній традиції Белтейн є одним із найпоширеніших Сабаттів. Слово «Белтейн» стало новим означенням місяця травня в ірландській та галльській традиціях.
У язичницьких релігіях це свято є часом для вшанування божеств, зокрема єднання Богині та Бога Сонця. Белтейн вважався порою приходу тепла та сприятливої погоди для майбутнього врожаю. Тому святкування припадало на пору весни, коли на півночі Європи теплішало, починали дозрівати плоди і з'являлася можливість виводити худобу на вищі пасовища. Проводилися різноманітні обряди, що вшановували пробудження землі і Природи, плодючість та процвітання.

## Традиції

### Ватра
Одним із основних дійств, які відбувалися, та продовжують відбуватися у неоязичницьких громадах, на Белтейн, було розпалювання величезних вогнищ, що символізувало початок літа. Припускається, що такі ватри розпалювалися на честь кельтського бога світла Беленуса. Інакше трактування — вогнища відлякували злих духів. Також люди вірили, що вогнища сприяють плодючості майбутнього врожаю і худоби та родинному благополуччю. На час святкування, у будинках гасили усі свічки і запалювали їх згодом від величезної ватри, що горіла надворі, приносячи частину священного вогню додому. Довкола вогнища танцювали у напрямку годинникової стрілки, бо вважалося, що це захищає від хворіб та нещасть. З метою духовного очищення стрибали через ватри. У свій час друїди, під час святкування Белтейну, розпалювали вогнища на схилах і промовляли заклинання, а кельти — скочували зі схилів палаючі колеса.

### Травневий стовп
Люди робили стовп (англ. maypole) його з молодого дерева, зрубаного та очищеного від гілля. Цей стовп слугував символом родючості та чоловічого начала, а стрічки, які у танці тримали люди, означали жіночу частину. У кінці танцю, стовп був обплетений стрічками, що символізувало єднання Бога і Богині. Також, символом плодючості були мітли, через які перестрибували люди під час святкування.

### Інші традиції
Дівчата ворожили, намагаючись передбачити та дізнатися, якими будуть їхні чоловіки.
Люди дарували один одному вінки або просто заквітчані гілки.
За кельтською фольклорною традицією у ніч на Белтейн у камінь перетворювалася синьолиця відьма Калех (ірл. і галльськ. Cailleach) або Cailleach Bheur, кельтська богиня зими, яка відроджується кожного Самхайну. На її честь кельти зводили високі священні камені.
Белтейн також вважався святковим часом не лише для відьом, але і для фей. Вважалося, що Кола фей — група грибів, що росте півколом на галявині, — варто було оминати на Белтейн і не намагатися загадати на цьому місці бажання, як у будь-який інший день. Адже чарівні істоти могли образитися і  забрати смертного до своєї Країни фей.

## Історія
Традиція зародилася на північних теренах Європи, зокрема в Ірландії, Шотландії та на острові Мен, а на сьогодні незначно видозмінений Белтейн святкується у багатьох країнах Європи. Давніх традиційних свят, які проводяться орієнтовно  в той же день, що і Белтейн, є доволі багато. Зустрічаються більш відомі назви: Травневе свято, Вальпургієва ніч, яка є аналогом і пережитком кельтського Белтейну, притаманного німецькій відьомській традиції. Загалом, фольклору Європи доволі характерні першотравневі святкування.
У Середньовіччі, в часи інквізиції та масового переслідування відьом, вважалося, що на Самайн (сучасний Хеловін) і Белтейн відьми на мітлах летять на гори, брати участь у шабашах і пакостити смертним. Дзвеніли церковні дзвони, щоб відлякати відьом і не дозволити їм полетіти, люди піднімали галас, гримаючи посудом і теленькаючи власними дзвонами. Ще із V ст. Вважалося, що церковні дзвони мають магічну здатність відлякувати злих духів. А також захищати від природніх катаклізмів, сприяти плодючості та навіть сприяти лікуванню, якщо ліки випивали з них.
Католицька церква з XV ст. намагалася охристиянізувати Белтейн, однак після невдалих спроб просто заборонила його, надавши святу негативних характеристик. Белтейн пов'язали із відьомством, антихристиянськими намірями і злом, як і решту язичницьких традицій, які суперечили християнським догматам. У XVI—XVII ст. Пуритани безумовно повпливали на заборону Белтейну. Проте це не заважало людям продовжувати щороку святкувати, зводити Травневі стовпи і палити ватри.
Були випадки спроб перейменувати свято на честь когось зі святих. Наприклад, у Франції травень став місяцем Непорочної Діви Марії. ЇЇ статуї коронували квітковими вінками.

## Неоязичництво
Із появою неоязичницької релігійної течії у другій пол. ХХст., відбулося відновлення частини язичницьких стародавніх традицій та їх повторне становлення. Ті неоязичники, які є прибічниками кельтської традиції (віряни Гарднеріанського Вікканства), святкують Белтейн. Це свято у новій релігійній течії є аналогом кельтського святкування і поєднує стародавні язичницькі традиції і новостворені ритуали. Як і на решту свят Колеса Року, на Белтейн прославляються центральні божества Вікканства: Триєдина Богиня, Рогатий Бог та Природа. Це час святкування, танців, бенкетування і вдячності за дари Землі. На Белтейн у неоязичників заведено одружуватися, тому часто можна спостерігати проведення стародавнього шлюбного ритуалу (англ. Handfasting).